# マイ (小惑星)
マイ (348 May) は、小惑星帯にある大きな小惑星である。
1892年11月28日にオーギュスト・シャルロワがニースで発見し、ドイツの人気作家カール・マイにちなんで命名された。